# 912 Maritima
Maritima (asteroide 912) é um asteroide da cintura principal com um diâmetro de 83,17 quilómetros, a 2,561347 UA. Possui uma excentricidade de 0,1816671 e um período orbital de 2 022,54 dias (5,54 anos).
Maritima tem uma velocidade orbital média de 16,83540394 km/s e uma inclinação de 18,28932º.
Esse asteroide foi descoberto em 27 de Abril de 1919 por Arnold Schwassmann.